# Fleuve éditions
Fleuve éditions, bis 2013 Fleuve noir, ist ein französischer Verlag mit dem Programmschwerpunkt Populär-Roman.

## Unternehmen
Der Verlag wurde 1949 von Armand de Caro, André de Caro, Robert Bonhomme und Guy Krill gegründet. Er gehört inzwischen als Imprint-Verlag zur Mediengruppe Univers Poche. Deren Verlagsleiterin ist (Stand Oktober 2015) Céline Thoulouze.
Seit 1949 verkaufte der Verlag rund 50 Millionen Buchexemplare; im Durchschnitt erschienen jährlich 60 Titel (Stand 2013). Die höchsten Auflagen erzielten 2013 À quelques secondes près von Harlan Coben mit 190.000 Exemplaren, Et soudain tout change von Gilles Legardinier mit 130.000 Exemplaren, Puzzle von Franck Thilliez mit 120.000 Exemplaren und Vengeance en Prada von Lauren Weisberger mit 100.000 Exemplaren.
Die ISBN-Verlagsnummer von Fleuve éditions lautet 265; daraus ergibt sich der  ISBN-13-Nummernkreis 978-2-265-NNNNN-Z für seine Publikationen.

## Verlagsprogramm

### Bekannte Titel
Bekannte Programmreihen und Serien sind:
- Spécial Police, 1949 aufgelegt;
- Espionnage, seit 1950;
- Anticipation, 1951–1997;
- San-Antonio;
- die auch in Deutschland populäre Serie Perry Rhodan.

In Frankreich weithin bekannte Titel sind unter anderem La Compagnie des glaces von Georges-Jean Arnaud und die ersten Bände der Serie San Antonio, ferner Blonde Attitude von Plum Sykes und Le Diable s’habille en Prada, die französische Ausgabe von Der Teufel trägt Prada von Lauren Weisberger. Bekannte Autoren sind oder waren Harlan Coben, Brice Pelman, Maurice Limat und bis 2004 Ayerdhal.

### Die ProgrammreiheAnticipation
Fleuve noir gründete die Programmreihe Anticipation im September 1951, als Antwort auf die kurz zuvor erschienene Reihe Le Rayon fantastique von Hachette livre. Anticipation folgte dabei eher einem populärliterarischen Ansatz als das Vorbild von Hachette.
Im Jahr 2004 legte der kalifornische Verlag Hollywood Comics die Reihe neu auf. Unter der Leitung von Jean-Marc Lofficier und seiner Frau Randy erscheint die Reihe in französischer Sprache unter der Marke Rivière Blanche. Hollywood Comics hatte zuvor der Marke Black Coat Press französische Kriminalromane und französische Science-Fiction in englischer Sprache publiziert.

### Weitere aktuelle Programmreihen und Serien (Auswahl)
- SF / Fantasy
  - Guin Saga (2006–)
  - Rendez–vous ailleurs (2002–)
  - Territoires (2011–)

- Komödie
  - California Girls (2007–)
  - Gossip Girl (2004–)
  - It Girl (2007–)
  - La liste VIP (2005–)